# Edessena gentuisalis
Edessena gentuisalis är en fjärilsart som beskrevs av Walker 1859. Edessena gentuisalis ingår i släktet Edessena och familjen nattflyn. Inga underarter finns listade i Catalogue of Life.